# Dendrophthora macbridei
Dendrophthora macbridei là một loài thực vật có hoa trong họ Santalaceae. Loài này được (Standl.) Kuijt mô tả khoa học đầu tiên năm 2000.